# Melinda Geiger
Melinda Geiger (Nagybánya, 1987. március 28. –) világ- és Európa-bajnoki bronzérmes román válogatott  kézilabdázó.

## Pályafutása

### Klubcsapatokban
1987. március 28-án született Nagybányán. Szülővárosának csapatában, a HCM Baia Mare-ban kezdett kézilabdázni tizenkét éves korában. Testnevelő tanára, Iuliana Lică volt, aki a kézilabdázás felé terelte a fiatal Geigert. Tehetsége korán megmutatkozott, tizenhat évesen bemutatkozhatott a román élvonalban, a Baia Mare színeiben.
Ezt követően hét szezont töltött el a nagybányai klubcsapatban, miközben ezzel párhuzamosan műszaki főiskolát végzett, a Nagybányai Északi Egyetemen pedig 2007-től angol szakon tanult. Miután klubcsapatában és a román válogatottban is egyre inkább meghatározó játékossá vált több hazai és európai élklub, így az Oltchim Vâlcea, a Viborg, a Hypo Niederösterreich és a Győri Audi ETO érdeklődését is felkeltette.
2010 nyarán végül a Vâlcea csapatához szerződött.  Az Oltchim 50 000 eurót fizetett érte volt klubjának, Geiger pedig 2013 júniusáig írt alá. Első szezonja végén bajnok és kupagyőztes lett a csapattal. 2012 februárjában a német Thüringer HC vette kölcsön. A THC-val megnyerte a német bajnokságot. A következő szezont kölcsönben a Baia Mare-ban töltötte, majd visszaigazolt nevelőegyütteséhez, akikkel 2014-ben bajnok, míg 2014-ben és 2015-ben kupagyőztes lett.
2016 nyarán a francia Brest Bretagne szerződtette. 2017 decemberében lett a magyar bajnokságban szereplő Siófok KC játékosa. 2019 februárjában családi okokra hivatkozva kérte szerződése felbontását és bejelentette visszavonulását.

### A válogatottban
A 2010-es Európa-bajnokságon és a 2015-ös világbajnokságon is tagja volt a bronzérmes csapatnak. Részt vett a 2016-os riói olimpián.

## Család
Szülei, Margareta és Geiger Mihály szintén profi sportolók voltak. Bár Melinda apja révén magyar származású, egyáltalán nem beszéli a nyelvet. Két testvére van.

## Magánélet
Kedvenc kézilabdázói Radulovics Bojana és Gro Hammerseng, a kedvenc kézilabda csapata pedig a Viborg. Ioana Negriával, Oana Amaxineseijel és Gabriela Mihalschivel, akik már Nagybányán is csapattársai voltak, a magánéletben is szoros barátságot ápol, míg kedvenc edzői Ioan Băban és Mariana Târcă.
Szenvedélye a zene és a tánc. Szereti hallgatni a hip-hop-ot, kedvenc énekesei Céline Dion, Mariah Carey és Bryan Adams. Kedvenc színésze Bruce Willis.
Szabadidejében olvas, vagy számítógépes játékokkal játszik.

## Sikerei, díjai
- Német bajnok: 2012
- Román bajnok: 2011, 2014
- Román Kupa-győztes: 2011, 2013, 2014, 2015
- Román Szuperkupa-győztes: 2011, 2013
- EHF-kupa-győztes: 2019[18]